# Fındıklı
Fındıklı là một huyện thuộc tỉnh Rize, Thổ Nhĩ Kỳ. Huyện có diện tích 395 km² và dân số thời điểm năm 2007 là 15556 người, mật độ 39 người/km².